# Heinrich Simroth

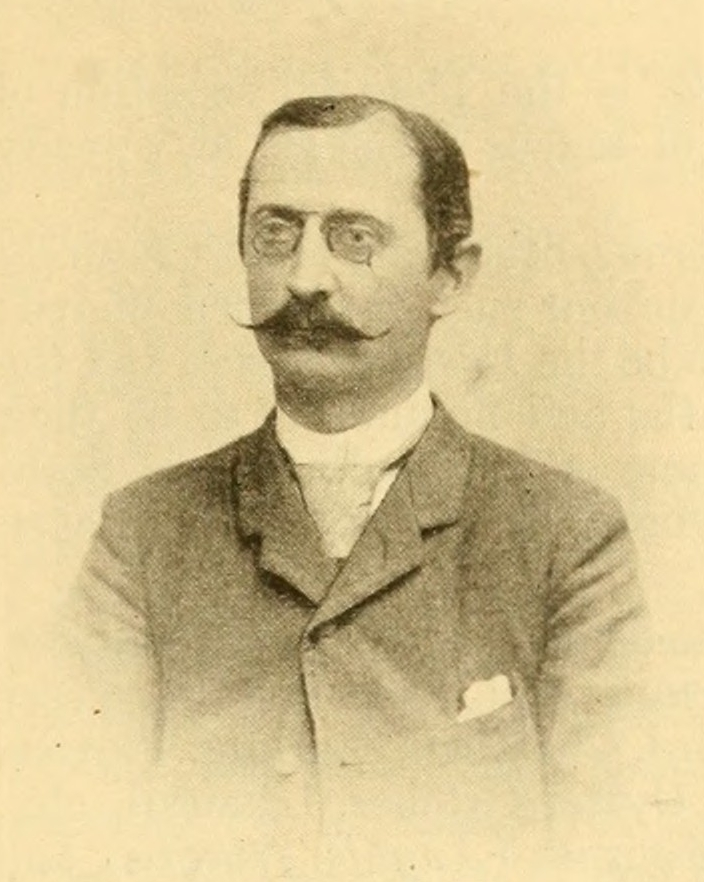
Heinrich Simroth (1902)

Heinrich Rudolf Simroth, född 10 maj 1851 i Riestedt vid Sangerhausen, död 31 augusti 1917 i Gautzsch vid Leipzig, var en tysk zoolog. 
Simroth var professor i zoologi vid Leipzigs universitet. Han lämnade bland annat värdefulla bidrag till blötdjurens morfologi.